# André Gustave Anguilé
André Gustave Anguilé (Libreville; 3 de marzo de 1920-París; 23 de mayo de 1999) fue un diplomático y político gabonés. 
Nacido en Libreville, se desempeñó como Ministro de Relaciones Exteriores de su país entre 1960 y 1961 y como Ministro de Finanzas Públicas entre 1960 y 1965.

## Biografía
Nació en Libreville en 1920, perteneciente a la etnia Myene. Participó de la creación del Bloque Democrático Gabonés, alianza entre el Partido Democrático Gabonés y el Comité Mixto Gabonés, que en 1957 logró la elección de Léon M'Ba como Vicepresidente del Consejo de Gobierno colonial. Anguilé logró ser electo secretario general de la Asamblea Territorial. En julio de 1960, se unió a la comisión negociadora liderada por M'Ba que llegó a París para liderar las conversaciones de independencia del país.
Tras la independencia de Gabón, fue nombrado Ministro de Relaciones Exteriores y Ministro de Finanzas. Ocupó la primera cartera hasta 1961 y la segunda hasta 1965. Retirado del gobierno cuando Omar Bongo llegó al poder en 1967, fue nombrado representante en Francia de la Société Nationale des Bois du Gabon. Da varias conferencias como miembro de la Asociación Técnica Internacional de Maderas Tropicales. Murió en 1999 en su casa de la región de París.